# Ellen Eliel-Wallach
Ellen Eliel-Wallach (geboren 8. Mai 1928 in Düsseldorf; gestorben 3. September 2019 in Amsterdam) war eine Überlebende der Shoah. Als Zeitzeugin und als Urenkelin des Erbauers der Landsynagoge Rödingen war sie eine dem heutigen LVR-Museum in Rödingen verbundene Persönlichkeit, weil ihre individuelle Familiengeschichte seit Ende des 18. Jahrhunderts beispielhaft für viele rheinisch-jüdische Familien steht. Auch für andere historische Arbeiten in verschiedenen Ländern wurde ihr Schicksal oder einzelne Aspekte davon herangezogen.

## Leben und Wirken
Ellen Wallach wurde als Tochter von Mathilde Wallach, geborene Juhl, und dem Futtermittel- und Getreidehändler Richard Wallach 1928 in eine liberale jüdische Familie in Düsseldorf geboren. Ihre Vorfahren väterlicherseits stammten unter anderem aus dem Kreis Düren, wo ihr Urgroßvater Isaak Ullmann die Synagoge in Titz-Rödingen erbaut hatte.
Ende 1939 floh die Familie in die Niederlande, zunächst nach Haarlem, wo sie illegal bei einer Familie lebte, die Bedingungen jedoch noch so waren, dass Ellen zur Schule gehen konnte. Nach dem deutschen Einmarsch in die Niederlande versteckten sie sich in Arnhem, wo ihre Mutter die Familie durch Näharbeiten durchbrachte. Dort wurden sie Ende 1942 verhaftet und im Durchgangslager Westerbork festgehalten, um dann zunächst nach Bergen-Belsen, später nach Theresienstadt deportiert zu werden. Ihr Vater wurde von dort nach Auschwitz-Birkenau verbracht und im September 1944 ermordet. Ihre Großeltern Lina und Benedikt Juhl wurden in Sobibor ermordet.
Ellen Wallach war noch unter anderem in Auschwitz-Birkenau, bevor sie im Mai 1945 bei Linz in Österreich von US-amerikanischen Soldaten befreit wurde. Ihre Mutter, von der sie getrennt worden war, hatte die Shoah ebenfalls überlebt. Auf Umwegen erreichten beide Amsterdam, wo ein Onkel lebte; dort fanden sie im August 1945 wieder zusammen.
Ellen Wallach heiratete später den zwölf Jahre älteren Rolf Eliel; sie hatten eine Tochter und einen Sohn und lebten in den Niederlanden. Für ihre Enkelkinder schrieb sie ihre Erlebnisse in einem selbst publizierten Buch nieder.   
Durch ihre Zeitzeugentätigkeit und die engen Kontakte zur Landsynagoge Rödingen – wo sie sich als Kind regelmäßig aufgehalten hatte – konnten über den Landschaftsverband Rheinland in Düsseldorf Zeichnungen neu identifiziert werden. Diese waren mit ihrem Namen gekennzeichnet und stammten aus der jüdischen Schule in Düsseldorf, die Ellen Wallach als Schülerin besucht hatte.
Sie starb am 3. September 2019 in Amsterdam.

## Publikationen
- Voor mijn kleindochters, Blurb creative publishing service 2007 (Selfpublishing)